# (35796) 1999 JL31
1999 JL31 (asteroide 35796) é um asteroide da cintura principal. Possui uma excentricidade de 0.03429910 e uma inclinação de 6.73566º.
Este asteroide foi descoberto no dia 10 de maio de 1999 por LINEAR em Socorro.